# Dwergkolibrie
De dwergkolibrie (Mellisuga minima) is een vogel uit de familie van de kolibries (Trochilidae). De wetenschappelijke naam van de soort werd in 1758 als Trochilus minimus gepubliceerd door Carl Linnaeus.

## Verspreiding en leefgebied
Deze soort komt voor op Hispaniola en Jamaica.
Er worden twee ondersoorten onderscheiden:
- M. m. minima: Jamaica.
- M. m. vielloti: Hispaniola en de nabijgelegen eilanden.

## Afbeeldingen

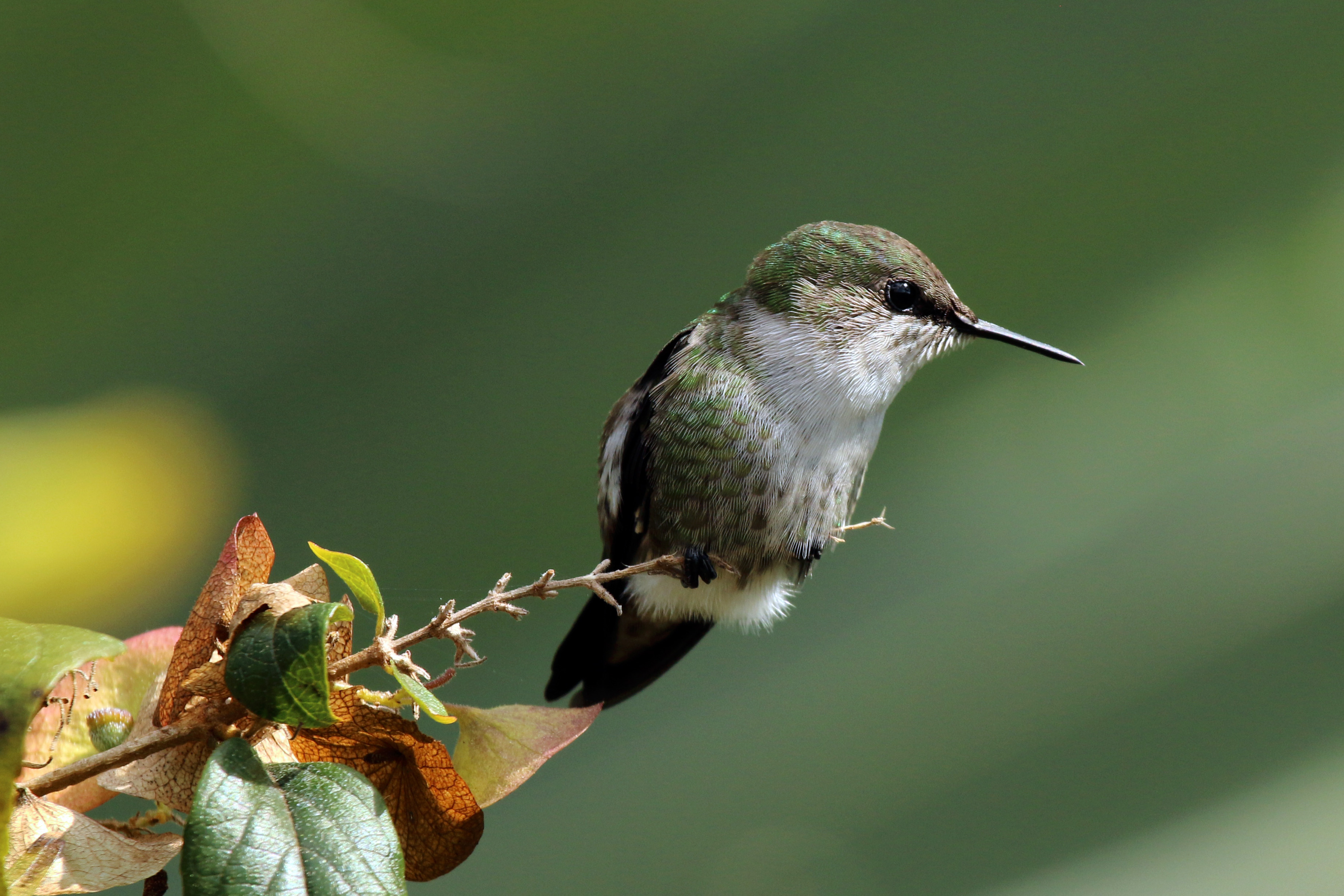
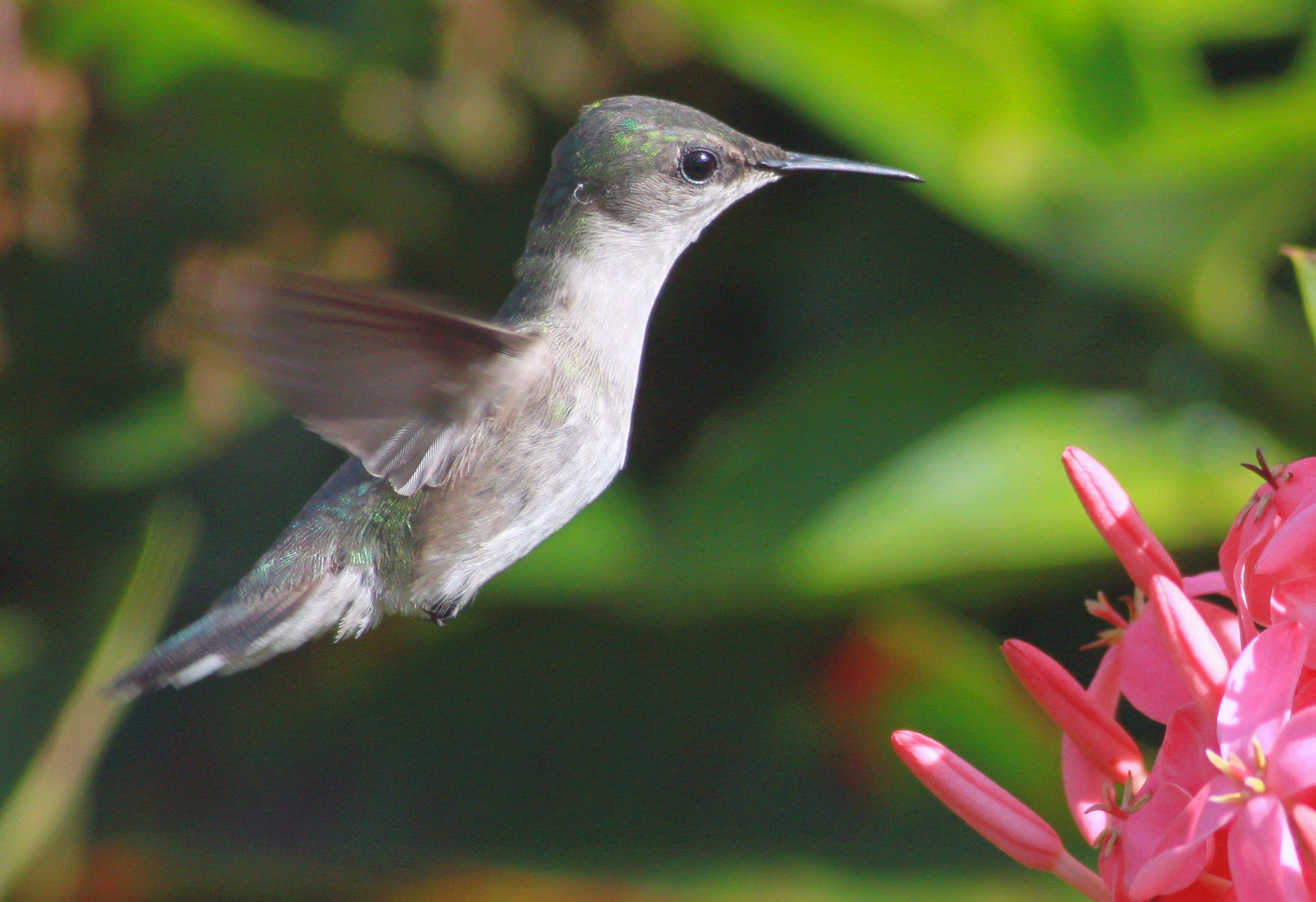
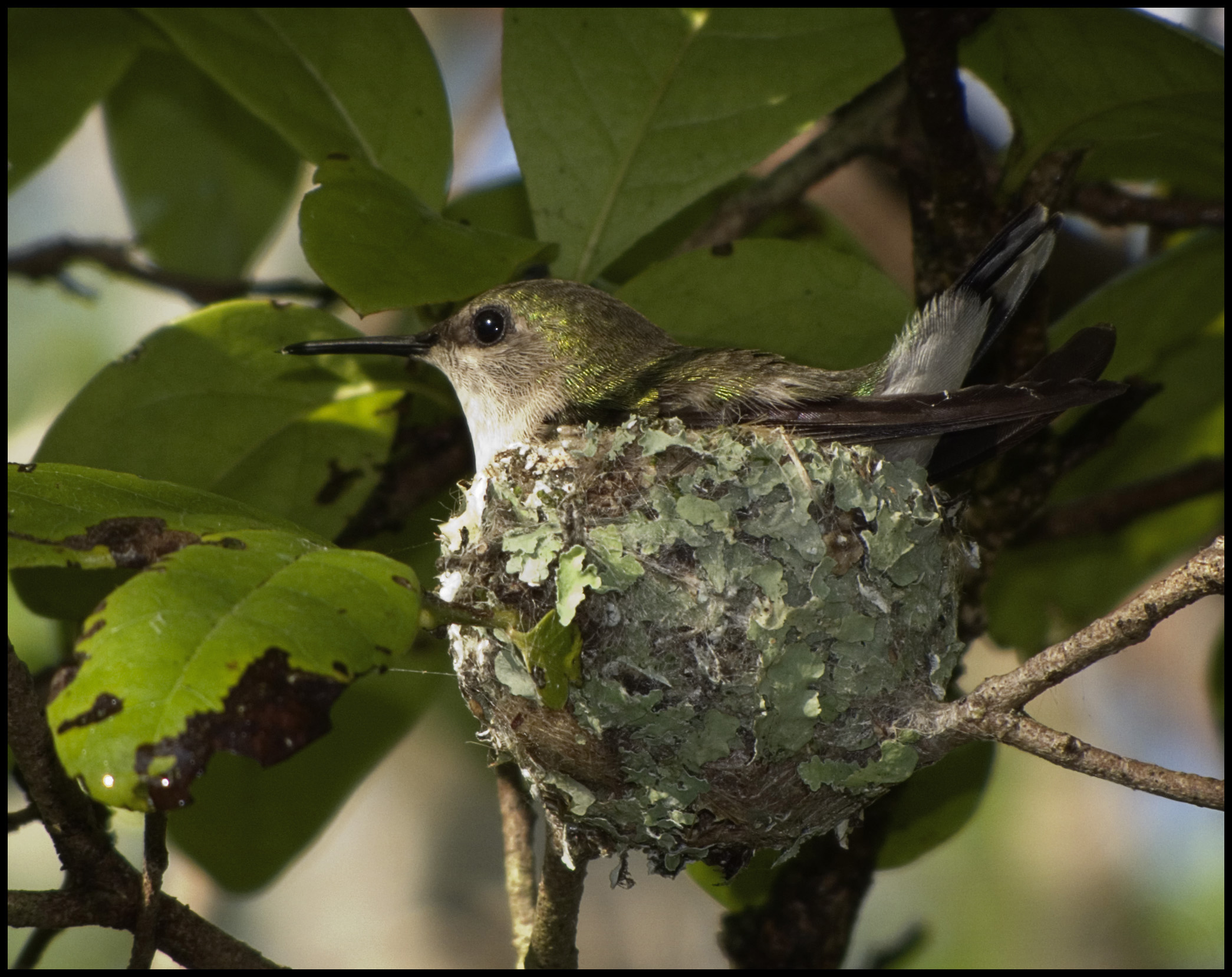
vrouwtje op nest